# Manolo Kabezabolo
Manuel Méndez Lozano (Zaragoza, 8 de febrero de 1966), más conocido por su nombre artístico Manolo Kabezabolo, es un cantautor español de punk.

## Biografía
Debutó en un bar propiedad de unos amigos en la localidad zaragozana de Carenas. Durante los primeros años como artista ni tan siquiera poseía su propia guitarra, tras dar conciertos por distintos bares de Zaragoza y ganar un poco de dinero compró una. De padre militar, sus letras se caracterizan por estar repletas de ironía y demostrar su mal carácter.
Hasta después de sacar el primer álbum tocaba solamente acompañado de su guitarra, a pesar de que no destaca por su habilidad, de hecho, esto es fácil de observar: muchas de sus canciones no tienen un ritmo claro y a veces el tiempo es más rápido y otras veces menos. Es particular que entre canción y canción apenas se mueva del micrófono, y durante ella solo se limita a cantar y tocar.
Durante la década de los 90 sacó a la venta varios CD y realizó conciertos por muchas provincias españolas, destacando la actuación en julio de 1996 en el Doctor Music Festival. Este mismo año decide dejar de tocar en solitario y funda la banda "Manolo Kabezabolo y los que se van del bolo".
Hasta el año 2000 Manolo estuvo en un centro psiquiátrico de Madrid, consecuencia de un fuerte ataque esquizofrénico que sufrió a mediados de diciembre del año 1993. En un primer momento, no se le permitía salir del centro bajo ningún concepto, lo que le dejó sumido en una profunda depresión por no poder interpretar su música en vivo. Más adelante, gracias a que se le asignó distinto psiquiatra, éste le permitía salir los fines de semana, los cuales aprovechaba para montar algún concierto y desahogarse. En una de sus canciones le rinde homenaje al Dr. Miguel Bouza, joven psiquiatra que le dio algo de libertad y le permitió volver a hacer lo que más le gustaba.
En 2004 hace una gira por la República Dominicana, siendo la primera representación de una banda española de punk en Santo Domingo. En su presentación participaron integrantes de La Reforma y La Armada Roja, con los que compartió escenario.
En 2007, tocando en el Baitu Rock, cantó varias canciones a capella. Ese mismo año decidió suspender los últimos conciertos de la gira alegando sentirse estresado, para regresar a los escenarios el 19 de enero de 2008 en Durango, con motivo de la grabación de un CD y DVD de Piperrak, compartiendo escenario con ellos, con Segismundo Toxicómano y con Lendakaris Muertos.
En 2014 Manolo Kabezabolo prepara su siguiente disco. El disco tiene como motivo conmemorar los 30 años de actividad del artista, en este mismo año Manolo también produce su primer videoclip en 3 décadas de actividad. Todo este material fue financiado a través de una campaña de micromecenazgo con una cifra de presupuesto necesaria de 5.400€. La campaña consiguió ser un éxito al reunir más de 8000 € con 223 mecenas.
El disco de su 30.º aniversario se tituló  “Si Todavía Te Kedan Dientes, Es Ke No Estuviste Ahí” y fue presentado el 31 de mayo de 2014 en el Teatro de las Esquinas de Zaragoza, junto a Gatillazo y Radiocrimen, constituyendo este concierto el inicio de una larga gira de celebración. El disco lo integraban 12 nuevos temas y uno de los de sus inicios regrabado de nuevo.
Por cumplir en 2014 tres décadas de carrera sobre los escenarios recibió el Premio Especial a la Trayectoria en la XVI edición de los Premios de la Música Aragonesa.

## Discografía

### Maquetas
- P'a los kolegas - 1989 (Maqueta)
- D'Empalmada y a pufo - 1992 (Maqueta)

### Álbumes
- ¡Ya hera ora! - (Gor Discos , 1995)
- La nueva mayoría - (Harmony Records, 1997)
- Resina, agua y ajo - (Boa Music, 1999)
- 2001: La odisea va despazio - (Boa Music , 2001)
- Aversiones - 2005
- Kagate Kid - 2008
- Si todavía te kedan dientes, es ke no estuviste ahí - 2014
- Tanto tonto monta tanto - 2020

### EP
- Manuel Japan - 2017

### Colaboraciones
- Albert Pla Veintegenarios (con Fermin Muguruza y Robe Iniesta (Veintegenarios en Alburquerque, 1997)
- Animales Muertos - Véndemelo (Animales Muertos, 1995)
- Boikot - Con mucha clase (Tu condena, 1996)
- Disidencia - Cubateo's culture (Bienvenidos a occidente, 2002)
- MCD - Entre borrachos (Inoxidable, 1997)
- Los Drunken Cowboys - Mecagüen Mi Mala Suerte (Whisky con Soga, 2016)
- Zumo de Lepra - Ciudad sin Ley (Haciendo Amigos, 2014)
- Sartenazo Cerebral - A Tu Salud (Circocracia, 2020)

## Filmografía
- Shacky Carmine (1999): cameo como el cantante Steak Thomas, apenas comienza a cantar cuando entran los antidisturbios al local.
- The Last Tres Tour - 2008 (Documental) DVD-Documental sobre la gira de Manolo Kabezabolo en Estados Unidos
- Manolo Kabezabolo. Si todavía te kedan dientes es ke no estuviste ahí - 2023 (Documental) Documental sobre su vida, dirigido y producido por J. Alberto Andrés Lacasta, estrenado en el festival In-Edit Barcelona.[12][13]